# Sáfrányszínű bunkógomba
A sáfrányszínű bunkógomba (Clavulinopsis helvola) a palánkagombafélék családjába tartozó, Eurázsiában elterjedt, réteken, erdőkben élő, nem ehető gombafaj.

## Megjelenése
A sáfrányszínű bunkógomba termőteste 3-7 cm magas, 0,2-0,4 cm vastag, pálcika alakú, kissé bunkós. Kissé görbülhet vagy csavarodhat, többnyire nem elágazó. Csúcsa tompa, néha ellaposodik, ritkán kissé hegyesebb. Felszíne hosszában barázdált. Színe világossárga, arany-, viasz- vagy narancssárga. 
A termőréteg a gomba felületén található.
Húsa halványsárga, ruganyos, rostos, idősen kissé vizenyős. Szaga nincs, ízetlen vagy kissé kesernyés.
Spórája széles elliptikus vagy kerek, felszíne rücskös, mérete 4-7 x 4-5,5 µm. Spórapora fehér.

### Hasonló fajok
A sárga bunkógomba nyalábokban nő, spórája sima. A narancsszínű bunkógomba kisebb termetű és KOH-ra húsa zöld reakciót mutat, szintén sima spórájú. 

## Elterjedése és termőhelye
Eurázsiában honos. Magyarországon ritka. 
Mohás réteken, idős gyepekben, ritkásabb erdőkben található egyesével vagy kisebb csoportokban. Az agyagos vagy homokos, nitrogénszegény talajt kedveli; a rendszeresen legeltetett, trágyázott réteket, gyepeket kerüli. Szeptembertől novemberig terem.

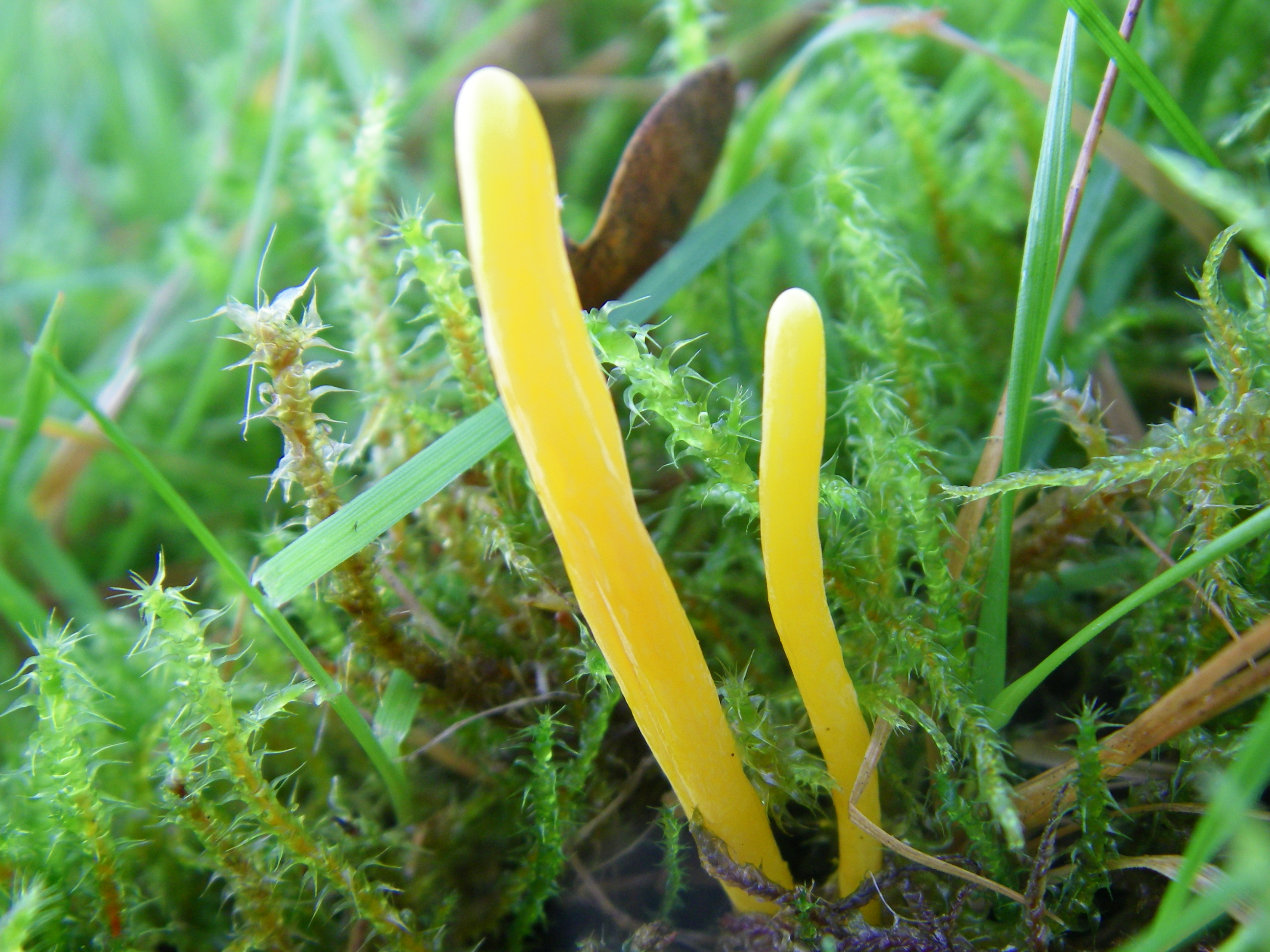
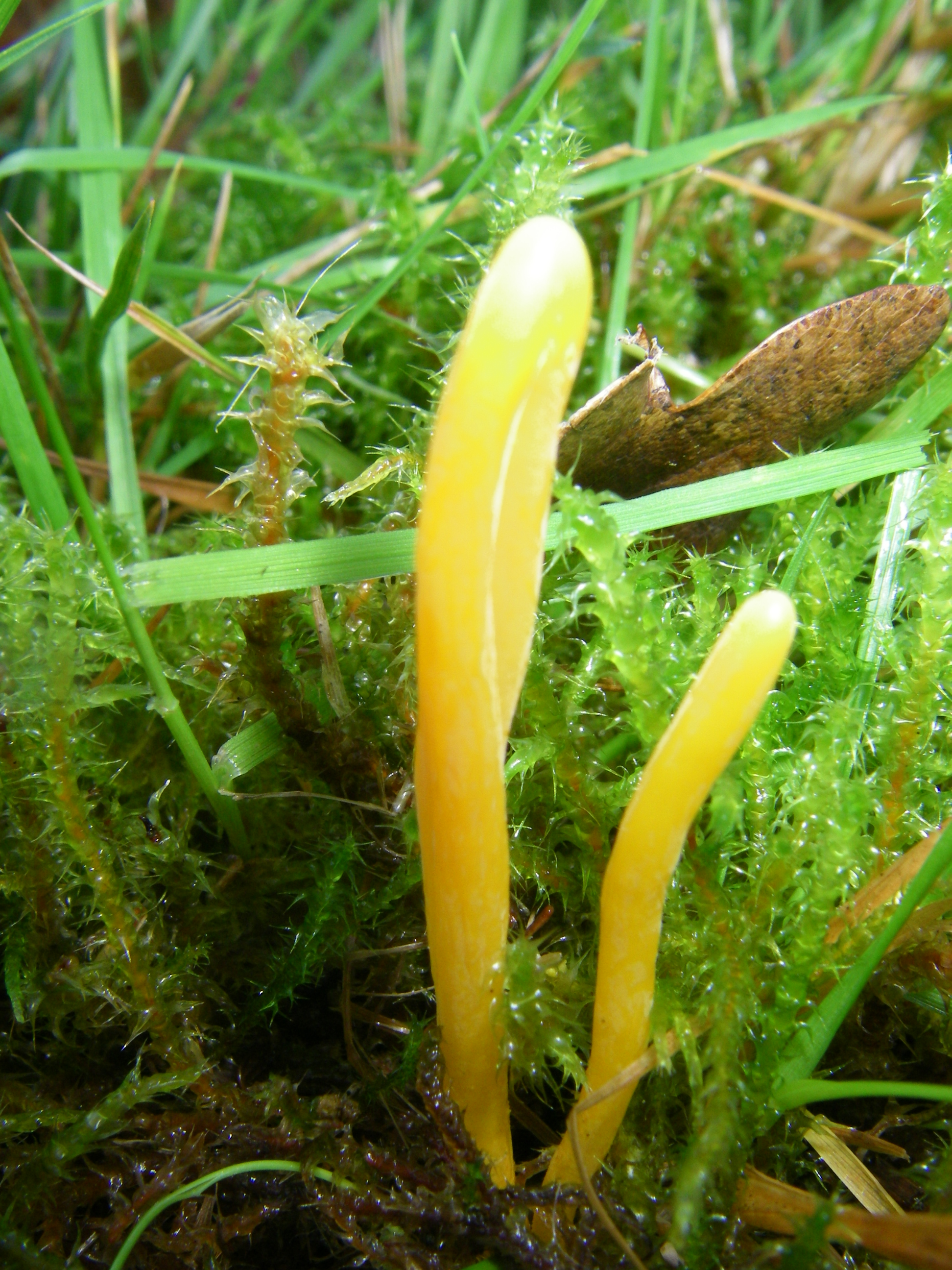
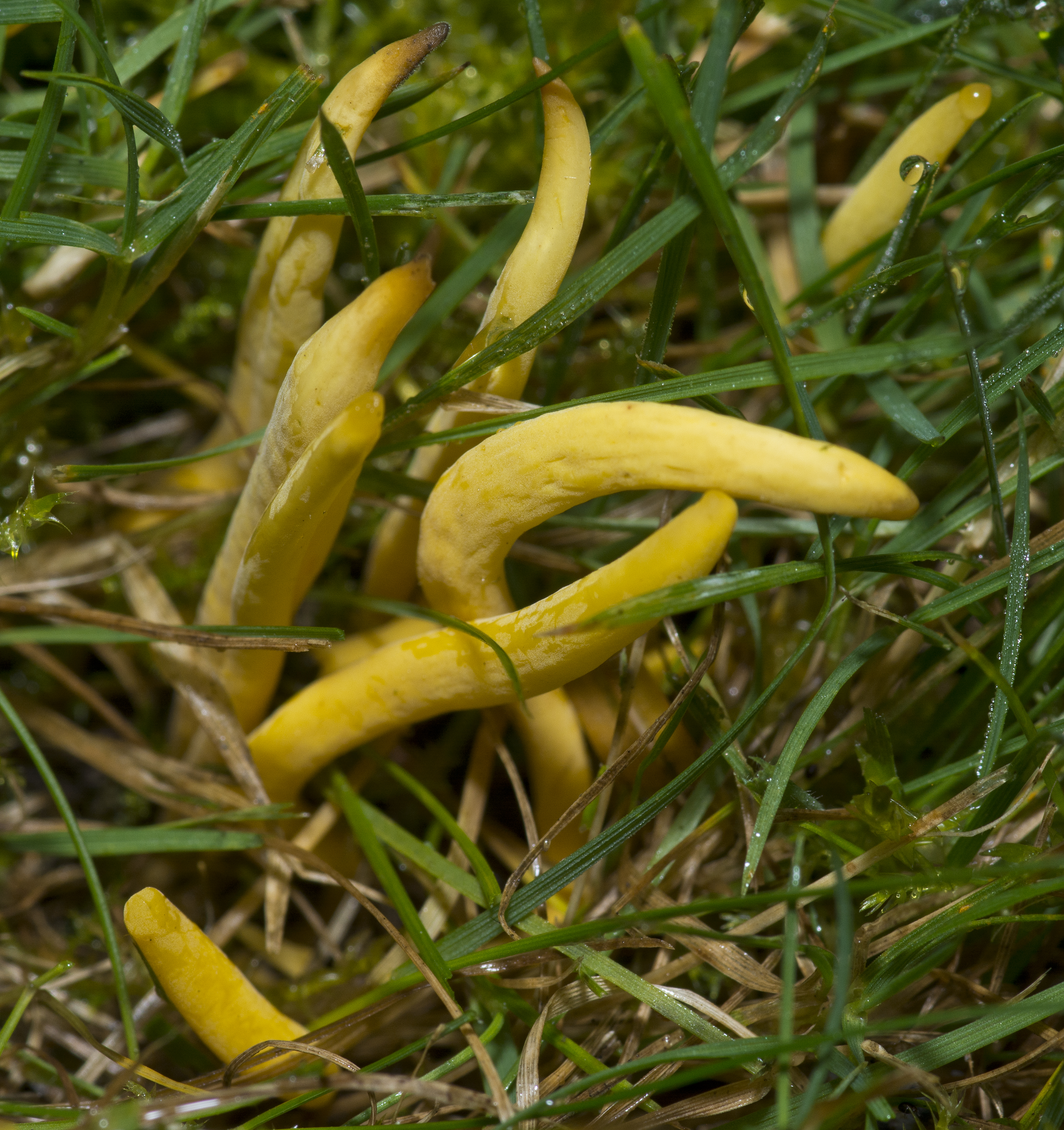
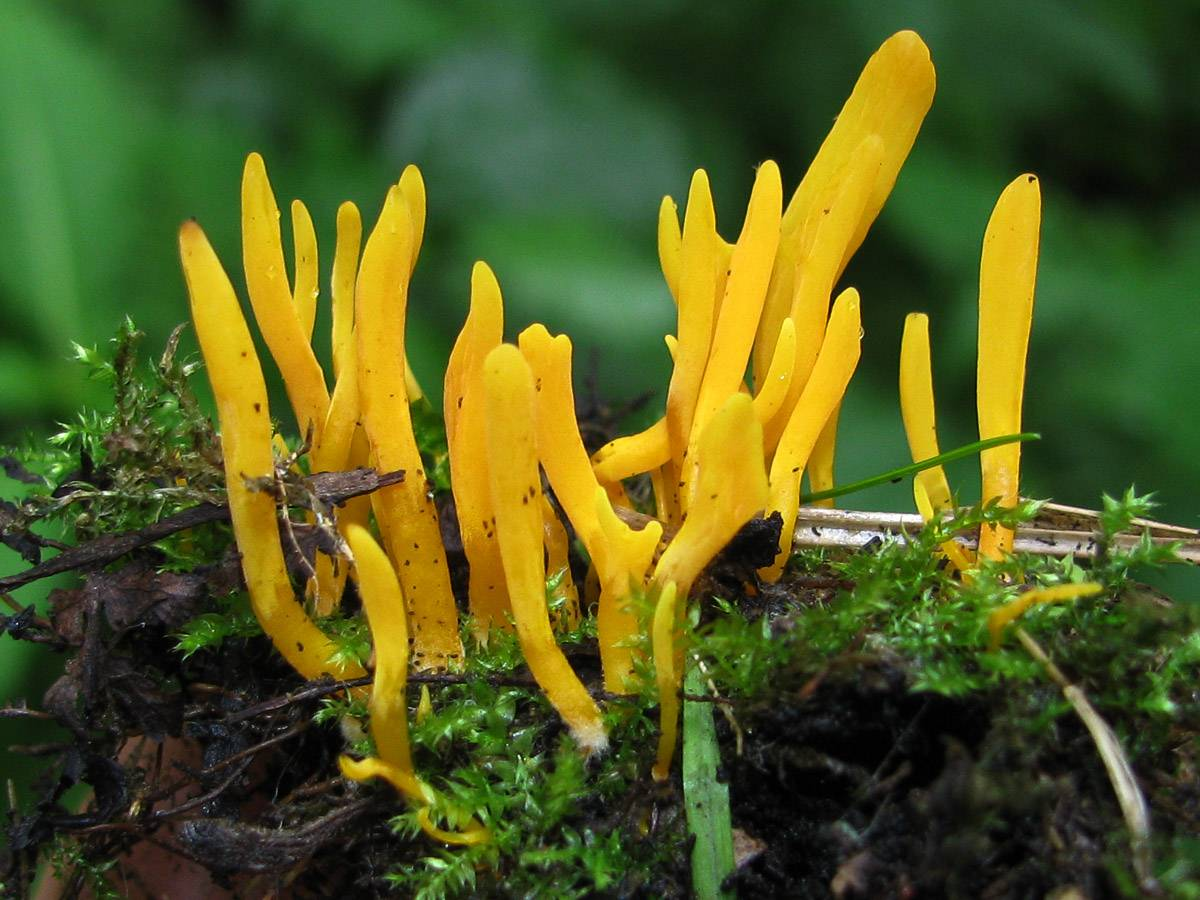

Nem ehető. 